# Emil Spiess (Maler)
Emil Spiess (* 5. Januar 1938 in Oberschruten, Litauen; † Juni 2009 in Klein Kreutz, Brandenburg an der Havel) war ein deutscher Maler und Bildender Künstler.

## Leben und Wirken
Spiess kam gegen Ende des Zweiten Weltkriegs mit seiner Familien auf der Flucht vor der Sowjetarmee in die sowjetische Besatzungszone. Von 1957 bis 1958 besuchte er die Arbeiter-und-Bauern-Fakultät an der Hochschule für Bildende Künste Dresden, an der er anschließend bis 1963 bei Rudolf Bergander und Gerhard Bondzin studierte. Nach dem Studienabschluss war Emil Spiess zunächst drei Jahre als freischaffender Künstler in Brandenburg an der Havel tätig. Von 1967 bis 1971 arbeitete er als Assistent für Wandmalerei von Gerhard Bondzin an der Hochschule für Bildende Künste Dresden. 1977 zog er mit seiner Familie nach Klein Kreutz. Seitdem hielt er sich wiederholt mit Künstlerkolleginnen und -Kollegen aus dem Bezirk Potsdam zum Malen an der Ostsee in Groß Zicker auf.
Von 1966 bis 1990 war Spiess Mitglied des Verbands Bildender Künstler der DDR. Er hatte in der DDR und im Ausland eine bedeutende Zahl von Einzelausstellungen und Ausstellungsbeteiligungen, u. a. 1967/1968 an der VI. Deutsche Kunstausstellung in Dresden.
1976 erhielt er den Theodor-Fontane-Preis des Bezirks Potsdam. Er war als Maler bei der Internationalen Friedensfahrt tätig. 
Emil Spiess war mit der Künstlerin Monika Spiess verheiratet. Sein Sohn Marc Spiess ist Musiker, Jan Spiess ebenfalls Maler.

## Museen und öffentliche Sammlungen mit Werken von Spiess (unvollständig)
- Beeskow: Kunstarchiv Beeskow[4]
- Brandenburg an der Havel: Stadtmuseum Brandenburg[5]

## Werke (Auswahl)

### Baugebundene Werke
Neun von ursprünglich fünfzehn Platten des etwa zehn mal vierzehn Meter großen Mosaiks Brandenburg – eine alte und eine neue Stadt, welches bis 2009 an einer Hauswand in der Nähe des Brandenburger Hauptbahnhofs installiert war, wurden 2016 an der Außenwand des Industriemuseums Brandenburg installiert. Das Mosaik war von Spiess in zwei Phasen 1979 und 1981 in Zusammenarbeit mit dem VEB Wohnungsbaukombinat Brandenburg angefertigt und an einem fünfgeschossigen Hochhaus angebracht worden. Das gesamte Mosaik stellt Motive der Stadt Brandenburg, Industriearbeiter und in seinem Zentrum eine rothaarige Frau mit einem Blumenstrauß dar.
Spiess arbeitete am 1968 bis 1969 entstandenen und seit 2001 als Kulturdenkmal ausgewiesenen Wandbild Der Weg der roten Fahne an der Westseite des Kulturpalastes in Dresden unter Gerhard Bondzin mit.

### Tafelbilder
- Brandenburg, Winterlandschaft (um 1966, Öl, 80 × 100 cm)[8]
- Industrielandschaft (1967, Öl)[9]
- Soldat der Sowjetarmee (1967, Öl)[10]
- Sergeant der Sowjetarmee (1967, Öl)[11]